# Kickoff
För andra betydelser, se Kickoff (olika betydelser).
Kickoff, en inledning på en aktivitet. Vanligt förekommande benämning för en konferens, fest eller annan aktivitet som markerar början på den årliga verksamheten inom ett företag eller en organisation. En kickoff förenas ofta med olika sorters aktiviteter, exempelvis teambuildingaktiviteter, ämnade att skapa en känsla av samhörighet och för att förmedla företagets eller organisationens målsättningar och visioner för det kommande året.
Kickoff kommer av engelskans kickoff meeting som används i projektsammanhang.